# Torquato Ciriaco

L'avvocato Torquato Ciriaco

Torquato Ciriaco (Girifalco, 4 settembre 1947 – Maida, 1º marzo 2002) è stato un avvocato italiano vittima di 'ndrangheta.

## Biografia
Torquato Ciriaco diventò avvocato civilista e amministrativista a metà degli anni settanta a Lamezia Terme e in pochi anni il suo studio si affermò come uno dei più importanti della zona. Oltre alla professione legale gestiva l'azienda agricola di famiglia ed era impegnato in altre attività imprenditoriali. Era sposato e aveva sei figlie.
Fu ucciso a tarda sera del 1º marzo 2002 lungo la strada fra Lamezia Terme e Maida, di ritorno a casa dal suo studio. La sua auto venne affiancata e crivellata a fucilate, finendo per schiantarsi contro un muro. Ciriaco, già ferito, venne quindi colpito altre due volte alla nuca. L'agguato non ha avuto testimoni.

## Indagini e processo sull'omicidio
Nelle prime fasi delle indagini, gli inquirenti si concentrarono su due piste investigative: un possibile ruolo che il professionista avrebbe avuto nell'apertura di una sala Bingo, pista successivamente scartata, e gli appalti dei lavori di ammodernamento dell'Autostrada A3 Salerno-Reggio Calabria; l'intreccio tra l'attività di consulenza del legale e una società appaltatrice di Lamezia coinvolta in un'inchiesta della Procura Antimafia di Catanzaro.
Il successivo 8 ottobre, durante la seduta della Commissione Parlamentare Antimafia, il senatore Massimo Brutti mise in relazione l'omicidio con la presenza di "una cupola affaristico-mafiosa" a Lamezia Terme in grado di condizionare la politica cittadina. Il 31 ottobre, su richiesta del Prefetto di Catanzaro Corrado Catenacci, il Consiglio dei Ministri sciolse per infiltrazioni mafiose il Consiglio Comunale di Lamezia Terme. L'omicidio dell'avvocato Ciriaco, sebbene non esplicitamente citato nel decreto di scioglimento, emerse indirettamente fra le sue cause nella sentenza del TAR che respinse il ricorso dell'ex sindaco profilando la possibile interferenza della criminalità organizzata con le attività economiche connesse all'azione amministrativa dell'ente.. 
Le indagini della Direzione distrettuale antimafia di Catanzaro si chiusero il 22 gennaio 2014. Secondo gli inquirenti, a decretare l'uccisione del legale sarebbero stati i vertici della cosca Anello di Filadelfia L'avvocato sarebbe stato ammazzato a causa del suo interessamento per conto di un suo cliente, Salvatore Mazzei, grosso imprenditore edile di Lamezia, al complesso aziendale di una società edile fallita e ad alcuni terreni limitrofi; beni situati nel "territorio di competenza" degli Anello che la cosca voleva finissero ad un imprenditore già sottoposto ad estorsione. A gennaio 2015 furono rinviati a giudizio Tommaso Anello, in qualità di presunto mandante, e Giuseppe e Vincenzino Fruci, quali presunti esecutori. I tre furono assolti in primo grado, per non aver commesso il fatto, a settembre 2017. Dopo il ricorso in appello della Procura, a giugno 2021 la Corte d'Appello di Catanzaro ha condannato a 30 anni i fratelli Fruci, a sei anni il collaboratore Michienzi, assolvendo invece Tommaso Anello. La sentenza è stata annullata dalla Corte di Cassazione il 9 dicembre 2022, disponendo un nuovo processo di appello.